# Burg Runstal
Die Burg Runstal, auch Rumstal oder Rumensthal genannt, ist eine abgegangene Niederungsburg im Wieselsbachtal etwa drei Kilometer südwestlich der Stadt Villingen-Schwenningen im Schwarzwald-Baar-Kreis in Baden-Württemberg.

## Geschichte

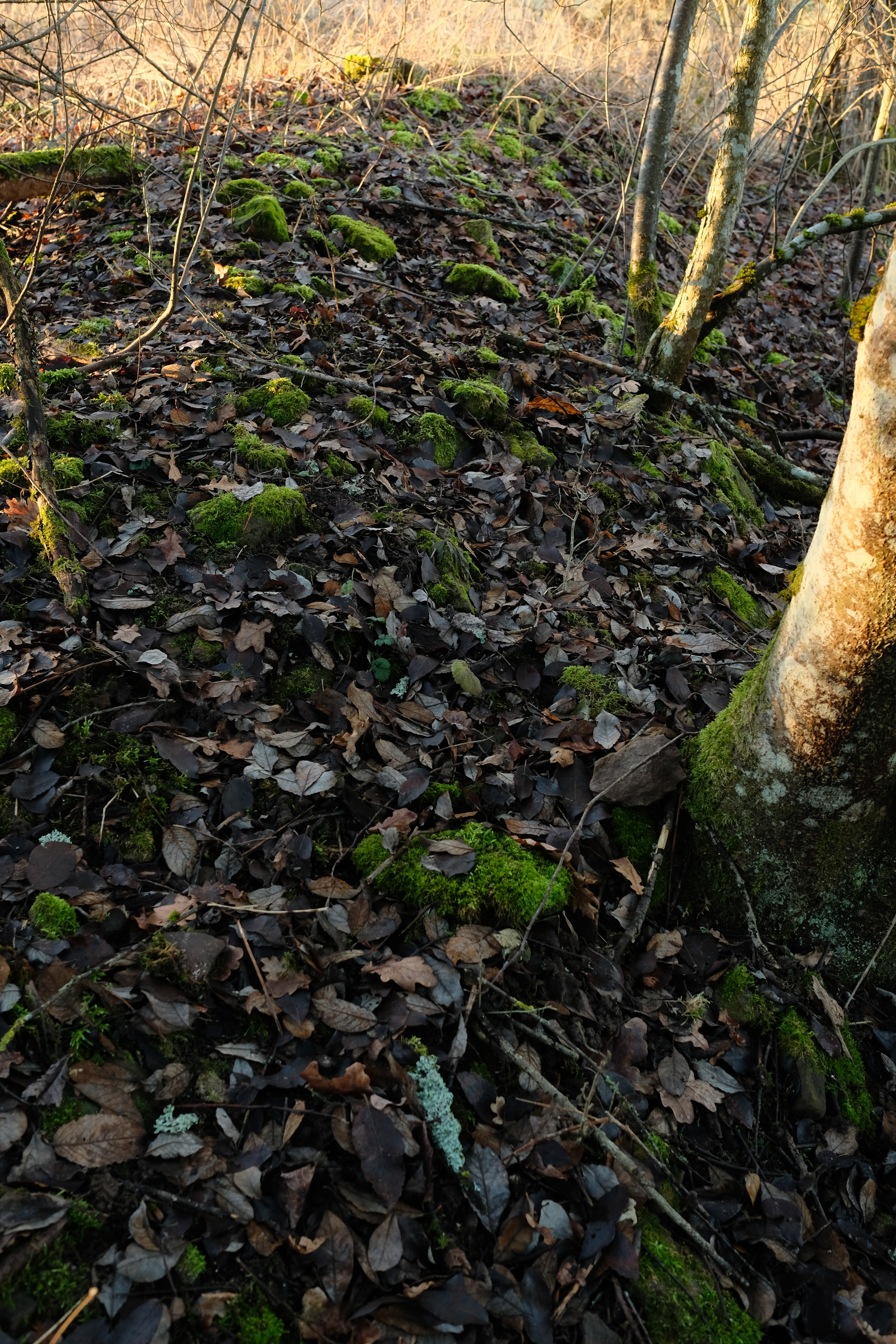
Mauerreste

Die Erbauer der Burg, die 1111 im Rotulus Sanpetrinus erstmals erwähnt wurde, waren offenbar die Herren von Runstal, Ministerialen der Herzöge von Zähringen. 1207 wurde Runstal vom damaligen Besitzer Konrad von Schwarzenberg an das Kloster Salem verkauft, das sie in eine Grangie umwandelte, bevor sie 1259 an die Stadt Villingen fiel. Im 14. Jahrhundert wurde die angrenzende Siedlung aufgegeben, ab dem 16. Jahrhundert auch die Burg als Burgstall bezeichnet.
Die ehemalige Niederungsburg befindet sich auf einer runden, von einem Graben umgebenen Hügelaufschüttung mit einem Durchmesser von etwa 30 Metern. Bei einer provisorischen Grabung im Jahre 1942 kam ein massiver Steinbau zutage, der möglicherweise im Spätmittelalter eine hölzerne Motte ersetzte und von einer Ringmauer umgeben war.
Heute ist nur noch der Hügel mit Graben und wenigen oberflächigen Steinansammlungen zu sehen, die auf Mauerreste hindeuten.